# 349785 Hsiaotejen
349785 Hsiaotejen este o planetă minoră (asteroid) din centura de asteroizi. A fost descoperită pe 16 ianuarie 2009 la Lulin Observatory⁠(d) de Hsiao Xiang-Yao⁠(d). 
Obiectul prezintă o orbită caracterizată de o semiaxă mare de 2,613031806183 UAi, o excentricitate de 0,01, o înclinație de 14,5 ° în raport cu ecliptica.